# Palau Heian
El Palau Heian va ser el palau imperial original de Heian-kyō (actual Kyoto), capital del Japó des del 794 fins al 1868. El mateix va servir com a residència imperial i centre administratiu del Japó durant la major part del període Heian (794-1185) i es trobava localitzat a la zona centre-nord de la ciutat, d'acord amb els models xinesos usats per al disseny de la capital.
El palau estava envoltat per una gran muralla de forma rectangular que contenia molts dels tants edificis cerimonials i administratius incloent als ministeris governamentals. Dins d'aquells murs es trobava un altre complex residencial (o "Palau Intern") on residia l'emperador. A més de l'habitatge de l'emperador, el palau intern contenia les habitacions de les consorts com també estructures cerimonials i oficials més properes a la figura de l'emperador.
El rol original del palau era el de manifestar la centralització del model governamental adoptat pel Japó de la Xina del segle VII i proveir d'un lloc apropiat per a la residència de l'emperador i poder a més ocupar-se de diversos problemes d'estat i cerimònies. Tot i que la funció residencial del palau va continuar fins al segle xii, les instal·lacions per a cerimònies religioses van anar quedant en desús prop del segle xix a causa de l'abandonament de les pràctiques de cerimònies reglamentàries i al trasllat de moltes d'aquestes a llocs de menor escala al Palau Intern.
El Palau va ser completament destruït pel foc, sobre la superfície on existia es va construir un de nou. De l'antic, gairebé no van quedar restes i l'arquitectura del mateix es va basar en fonts literàries, diagrames i pintures de l'època, com també excavacions realitzades des de finals de la dècada del 1970.

## Ubicació

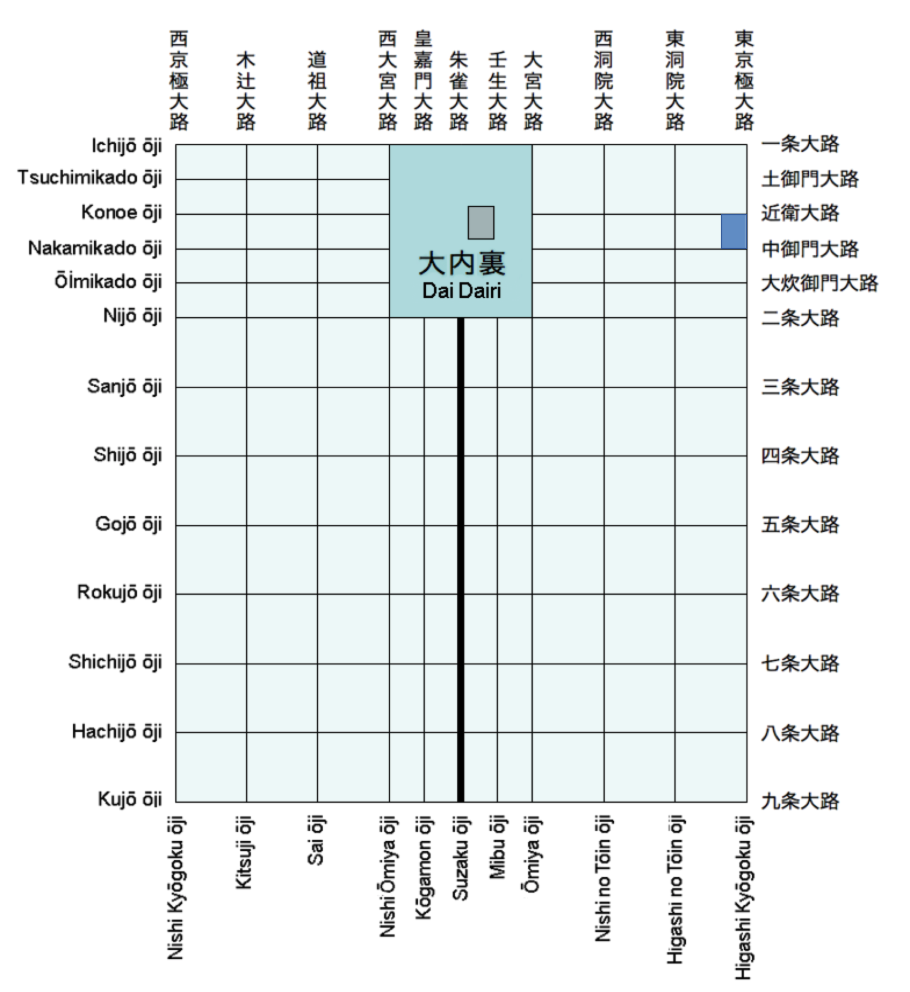
Mapa esquemàtic de Heian-kyō on es mostra la ubicació del palau com també la del palau temporal Tsuchimikado que es va convertir en l'actual Palau Imperial de Kyoto.

El palau es troba al centre nord de Heian-kyō, seguint el model xinès adoptat per les dues anteriors capitals Heijō-kyō (actual Nara) i Nagaoka-kyō. L'extrem sud-est del Gran Palau es trobava en el que avui és al centre del Castell Nijō. L'entrada principal es trobava a la porta Suzakumon que formava la terminació de la gran Avinguda Suzaku que corria al llarg del centre de la ciutat amb el seu començament en la porta Rashōmon. El palau mirava, d'aquesta manera cap al sud, presidint el pla simètric de Heian-kyō. En addició a la porta Suzakumon, es comptava a més altres 13 entrades localitzades simètricament en els murs als seus costats. Una avinguda central (大路) comunicava a totes les portes excepte per les tres que es trobaven a la zona nord del palau, les quals coincidien amb la frontera nord de la mateixa ciutat.

## Gran Palau (Daidairi)
El Gran Palau (大 内 里, daidairi) formava una àrea rectangular emmurallada que s'estenia aproximadament 1,4 km de nord a sud entre la primera i la segona de les avingudes principals est-oest, (Ichijō Oji (一条 大路) i Nijō Oji (二条 大路), i 1,2 km d'oest a est entre les avingudes Nishi Omiya Oji (西 大 宫 大路) i Omiya Oji (大 宫 大路) que corrien en direcció nord-sud. Les tres estructures principals dins del Gran Palau eren el Recinte Oficial Chode-in (朝堂 院), el Recinte de recepció Buraku-in (豊 楽 院) i el Palau Intern (内 里, dairi).

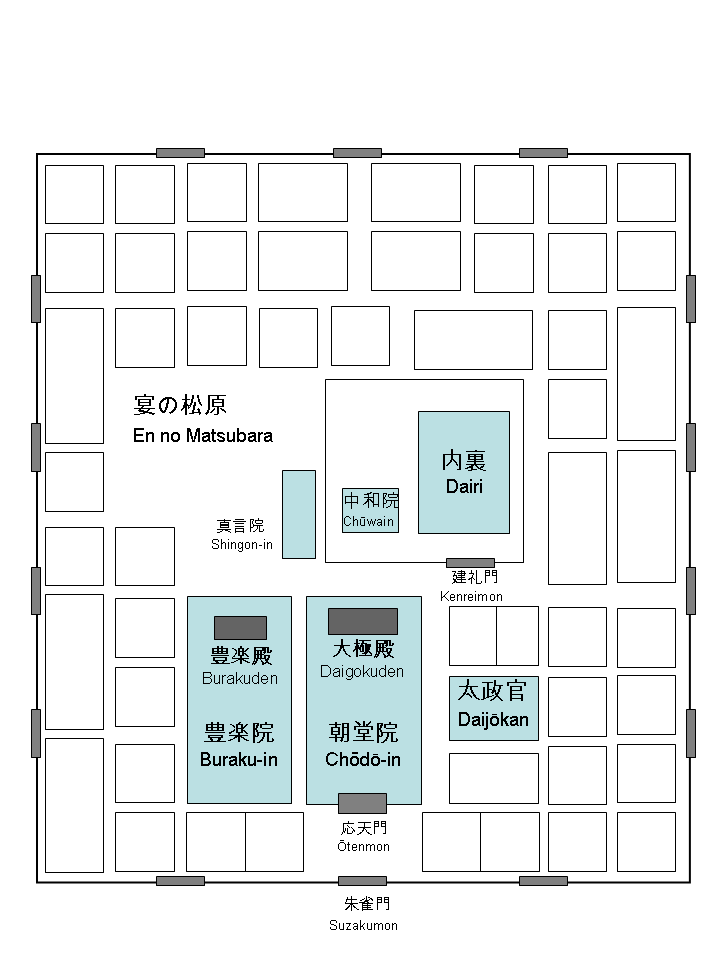
Pla esquemàtic del Gran Palau.

El Chode-in era un espai tancat per parets situades al nord de la porta de Suzakumon al centre de l'extensió del mur sud del Gran Palau, el qual es basava en models xinesos i seguia els estils arquitectònics d'aquell país. Evidències arqueològiques de capitals anteriorment construïdes mostren que aquells van seguir els mateixos models en la construcció de palaus i van mantenir un estil estable des del segle VII en endavant.
El nom utilitzat per a l'edifici principal dins del Chōdō-in era el Daigokuden (大 极 殿) o Gran Sala d'Audiències, i es trobava de cara al sud, situat al final de la zona nord del recinte. Aquest era un ampli edifici (d'aproximadament 52 m d'est a oest per 20 m de nord a sud) d'estil xinès amb parets blanques, pilars de color vermellós i teules verdes que s'utilitzava per oficiar les més importants cerimònies d'estat i funcions. La secció sud del Chōdō-in era ocupada per les Dotze Sales on la burocràcia s'allotjava per a les cerimònies d'acord amb un estricte ordre de prioritat. El temple Heian Jingū a Kyoto conté el que aparentment és una reconstrucció prou fidel a una escala reduïda al que va ser Daigokuden en la seva època.
Les audiències d'adquisició es realitzaven dins el recinte Chōdō-in, on l'emperador havia de presidir des del matí les deliberacions d'assumptes majors d'Estat a través de la burocràcia. També rebia els informes mensuals dels seus oficials, celebrava l'Any Nou i a més s'utilitzava de recepció per als ambaixadors estrangers. Tanmateix, la pràctica de les deliberacions matinals va cessar pel 810 com també ho van fer els informes mensuals, i els ambaixadors estrangers no van ser rebuts a la majoria del que el període Heian va durar. Les celebracions de Cap d'Any van ser abreujats i traslladades al Dairi a finals del segle x, deixant així a les audiències d'Adquisició i alguns rituals budistes ser els únics que tinguessin un protagonisme destacat en Chōdō-in.
El Buraku-in era una altra casa rectangular del recinte situada a l'oest del Chōdō-in. Va ser construïda per a celebracions oficials i banquets i utilitzada també per a altres tipus d'entreteniments com els tornejos de tir a l'arc. Com el Chōdō-in, el Buraku-in posseïa un hall central en finalitzar la zona nord del complex, tocant a la cort. Aquest hall anomenat Burakuden (豊 楽 殿) era utilitzat per l'emperador i les seves cortesanes per presidir les activitats del Buraku-in. Amb el pas del temps, aquest lloc es va anar quedant en desús com el Chode-in i moltes de les seves funcions es van traslladar al Dairi. Aquest lloc va ser un dels pocs que es va poder recuperar a través de les excavacions arqueològiques realitzades.
Separat del Palau Intern, la resta de l'àrea del Gran Palau era ocupada per ministeris, oficines menors, tallers, cel·les d'emmagatzematge, i un gran lloc obert per a l'"Arbrada de Pins de Banquets" o En no Matsubara (宴 の 松原) a l'est del Dairi. Els edificis del "Consell d'Estat" o Daijōkan (太 政 官) se situaven en una zona separada immediata a l'est del Chōdō-in, situada en un típic pla simètric de construccions que desemboquen als patis del sud. El Palau també contenia l'anomenat Shingon-in (真言 院), a més del Tō-ji i Sai-ji, que eren els únics temples budistes establerts amb permís pertinent a la capital. El lloc, immediatament annexat al Palau Intern, és la prova de la forta influència de la secta shingon durant el període Heian.

## Palau intern (Dairi)

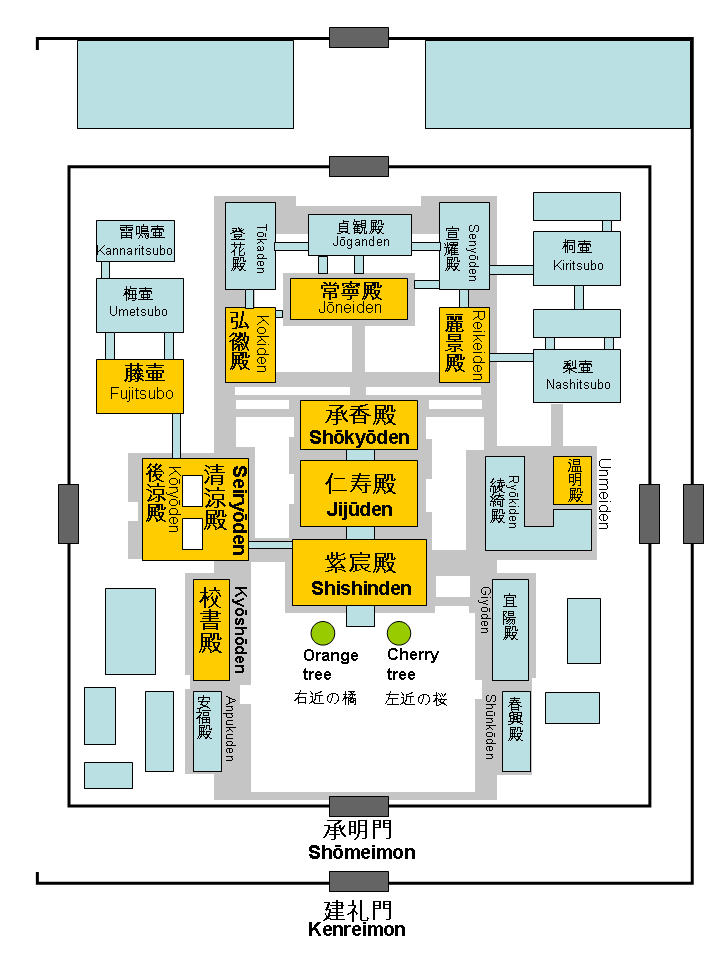
Plan esquemàtic del Palau Intern.

L'anomenat Palau Intern o Dairi es localitzava al nord-est del Chōdō-in, gairebé a l'extrem est de l'eix nord-sud del Gran Palau. Contenia el "Saló del Tron", on es trobaven les habitacions de l'emperador i el pavelló de les consorts imperials i les dames d'honor. El Dairi posseïa dos tipus de divisions: els murs exteriors, que conjuntament amb el Dairi mateix, contenien oficines de la casa, àrees d'emmagatzematge i el Chūwa-in (中 和 院), una àrea envoltada de llocs shintō associats amb les funcions religioses de l'emperador. Aquest conjunt d'elements estava situat a l'oest dins el Dairi, que el situava com a centre geogràfic del Gran Palau. La porta principal de l'altra divisió, més àmplia, era la porta Kenreimon (建 礼 门), situada al mur sud.
El lloc del Dairi, zona residencial de l'emperador, estava situada dins d'un altre grup de muralles que estaven a l'est del Chūwa-in. Mesuraven aproximadament 215 m de nord a sud i 170 m d'est a oest. L'entrada principal era la porta Shōmeimon (承 明 门) situada al centre de la paret sud del recinte del Dairi, immediata al nord de Kenreimon. En contrast amb la solemnitat de l'arquitectura d'estil xinès (com Chōdō-in i Buraku-in). El Dairi va ser construït en un estil japonès de gran escala. El Palau Intern representava una variant de l'estil arquitectònic Shinden, usat per a estades aristocràtiques i cases de l'època. Els edificis amb superfícies pintades, sostres inclinats de fusta de xiprer i teulades amb còdols, eren col·locats en plataformes de fusta elevades i connectades els uns amb els altres mitjançant passatges tant coberts com descoberts. Entre els edificis i passatges es podia trobar graveta i petits jardins.
La sala més gran del Dairi va ser la Sala del Tron o Shishinden (紫宸 殿), un lloc reservat per a funcions oficials. Era un saló rectangular d'aproximadament 30 m d'est a oest i 25 m de nord a sud, situat dins de l'eix nord-sud del Dairi, amb vista a un jardí rectangular i enfrontat a la porta Shōmeimon. Un taronger i un cirerer estaven situats simètricament a banda i banda de l'escalinata d'ingrés del recinte. El jardí estava flanquejat a banda i banda per petites parets connectades amb el Shishinden, creant la mateixa configuració d'edificis que van ser trobats en estades aristocràtiques d'estil Shinden d'aquella època.

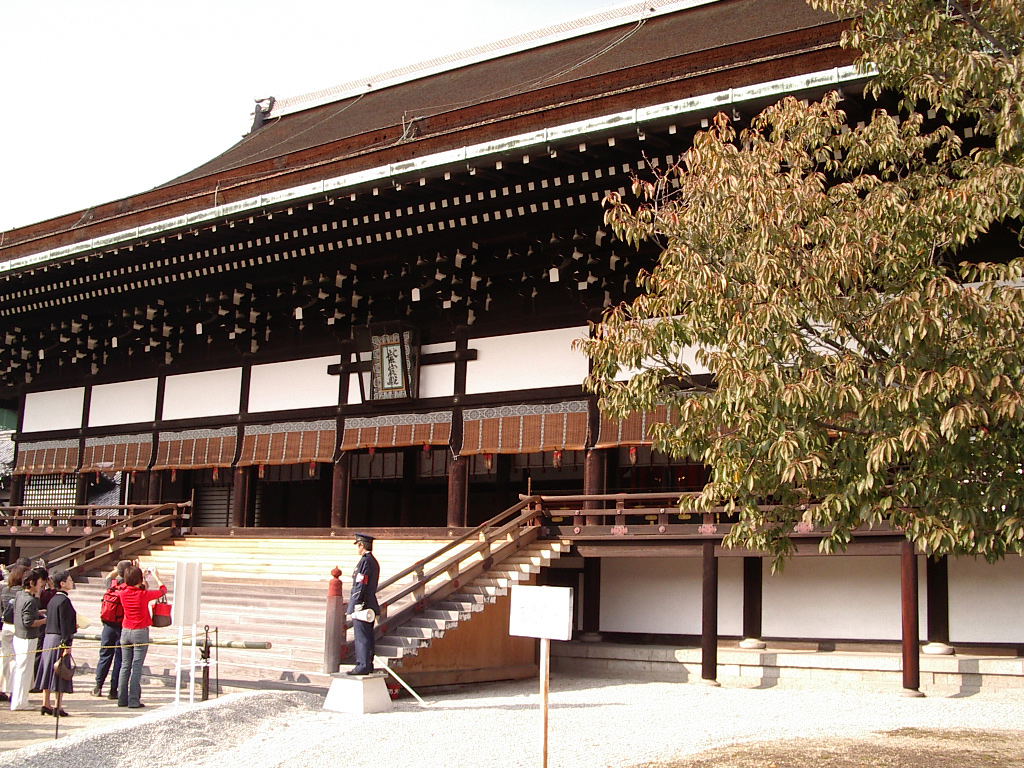
El Shishinden del Palau Imperial de Kioto avui en dia, construït segons els models del període Heian

El Shishinden era usat per a funcions i cerimònies oficials que no es feien al Daigakuden del complex Chōdō-in. Es va utilitzar molt més que l'anterior, ja que els temes diaris a tractar es van reduir per no comptar per llavors amb la presència de l'emperador, pràctica que es va establir des del segle xix. Conjuntament a aquesta decreixent dependència en els procediments oficials governamentals, descrits en el Codi ritsuryō, s'estableix a més un secretariat personal de l'emperador: l'Oficina del camarlenc o Kurōdodokoro (蔵 人 所). Aquesta oficina, que a poc a poc va prendre el rol de coordinació del treball dels òrgans de govern, es trobava en el Kyōshōden (校 书 殿) un saló situat al sud-oest del Shishinden.
Al nord del Shishinden hi havia el Jijūden (仁寿殿), un saló semblant a les habitacions privades de l'emperador. Així i tot, a començaments del segle xix, els emperadors generalment elegien residir en altres llocs del Dairi. Una tercera habitació més petita, el Shōkyōden (承 香殿), es localitzava al nord del recinte, juntament amb l'eix principal del Dairi. Després que aquest fos reconstruït després d'un incendi el 960, la residència regular dels emperadors es va mudar a una més petita anomenada Seiryōden (清凉 殿), construcció situada de cara a l'est, immediata al nord-oest del Shishinden.
Gradualment, el Seiryōden va començar a ser utilitzada també per a reunions, ja que els emperadors passaven molt de temps en aquesta part del palau. El lloc més transitat era el Saló dels Cortesans (殿上 间, Tenjōnoma), on la noblesa d'alta jerarquia es reunia en presència de l'emperador.
També l'emperadriu, com les consorts imperials tant oficials com no oficials, es trobaven al Dairi, ocupant habitacions a la part nord del recinte. Les sales més prestigioses per l'emperadriu i les consorts oficials eren les que tenien una ubicació apropiada per aquesta finalitat, d'acord amb els principis de disseny xinès (Kokiden (弘 徽 殿), Reikeiden (丽景 殿) i Jōneiden (常 宁 殿)), com també aquells llocs més propers a la residència imperial a Seiryōden, (Kōryōden (后 凉 殿) i Fujitsubo (藤 壷). Les dames consorts de menor rang ocupaven habitacions en la meitat nord del Dairi.
Un dels Tresors Imperials del Japó que es guardaven allà, va ser la rèplica de l'emperador del mirall sagrat que es trobava també en el Saló Unmeiden (温 明 殿) al Dairi.

## Història
El palau va ser la primera construcció important erigida a la nova capital de Heian-kyō, en la qual la cort es va mudar el 794 seguint l'ordre de l'Emperador Kammu. El palau no estava acabat al moment de la mudança però, tot i això, el Daigokuden es completà el 795 i l'oficina de govern a càrrec de la construcció va ser desmantellada en el 805.

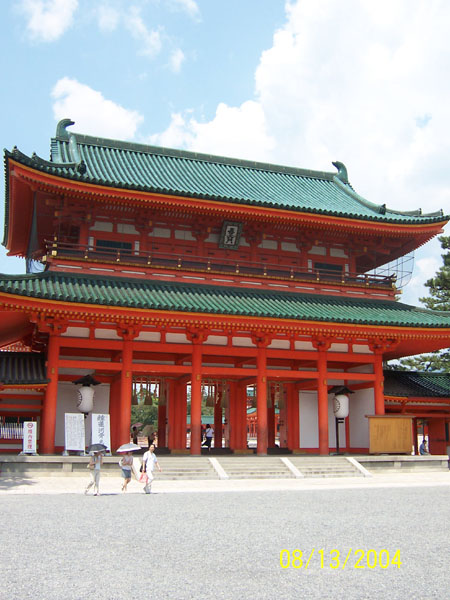
Porta principal Heian-jingu.

El magnífic estil xinès del recinte de Chōdō-in i Buraku-in va començar a caure en desús bastant ràpid, en un paral·lel amb el declivi dels procediments i les burocràcies elaborades per l'estil governamental ritsuryō, que gradualment va ser abandonat o reduït a formes buides. El centre de gravetat del complex del Palau es va moure cap al Palau Intern o Dairi, i el Shishinden i fins i tot el Seiryōden van prendre el rol del Daigokuden com a llocs on es realitzaven els assumptes oficials de govern.
En paral·lel amb la concentració d'activitat dins del Dairi, el Gran Palau va començar a veure's com un lloc poc segur, especialment a la nit. Una de les raons va poder ser la superstició popular del període: els edificis deshabitats eren evitats per por als esperits i els fantasmes i fins i tot es pensava que el gran recinte Buraku-in estava embruixat. A més, el nivell de seguretat del Palau va caure en declivi, i prop del segle xi, només el portal Yōmeimon a la muralla est, posseïa guàrdia. Els robatoris i fets més violents es van convertir en problemes interns del Palau durant la primera meitat del segle xi.
El foc era un constant problema amb aquesta estructura, que es componia bàsicament de fusta. El Daigokuden va ser reconstruït després dels incendis dels anys: 876, 1068 i 1156 malgrat el seu ús limitat. De tota manera, després del més intens de tots en el 1177, el qual va destruir gran part del Gran Palau, el Daigokuden no va ser reconstruït mai més, com també el Buraku-in que va ser destruït en un incendi el 1063.
Pel 960, el Dairi va ser repetidament atacat pel foc però era reconstruït sistemàticament i utilitzat com a residència imperial fins a finals del segle xii. Durant els períodes de construcció, els emperadors havien de romandre freqüentment en les seves sato-dairi (里 内 里) o palaus secundaris a la ciutat. Sovint, aquests palaus secundaris oferien també a l'emperador els serveis de la família Fujiwara, que va exercir, especialment en la segona part del període Heian, un control de facto sobre la política a través de consorts que s'enviaven als successius emperadors. És llavors quan les residències de les cases ancestrals maternes dels emperadors van començar a usurpar el rol residencial del Palau abans de finals del període Heian. La instal·lació d'una regla realitzada pels emperadors retirats o el sistema insei (院 政) des del 1086, va sumar al declivi en la importància del palau, ja que els emperadors ancians exercien poder des dels seus propis palaus dins i fora de la ciutat.
Després de l'incendi del 1177, el complex original va ser abandonat i els emperadors van residir en altres més petites (anteriorment conegudes com a sato-dairi) a la ciutat i en petites estades fora d'ella. El 1227 el foc finalment va consumir el que quedava del Dairi i el vell Gran Palau va caure en un desús total. El 1334, l'emperador Go-Daigo redactà un edicte a efectes de començar una reconstrucció del Gran Palau però en no trobar els mitjans necessaris per donar suport a aquesta moció, el projecte no es va concretar. El Palau Imperial de Kyoto actual es troba localitzat immediat a l'oest del lloc de la Mansió del Tsuchimikado (土 御 门 殿), la gran residència Fujiwara a l'extrem nord-est de la ciutat.